# William H. Gass
William Howard Gass (Fargo, 30 luglio 1924 – University City, 6 dicembre 2017) è stato uno scrittore statunitense.

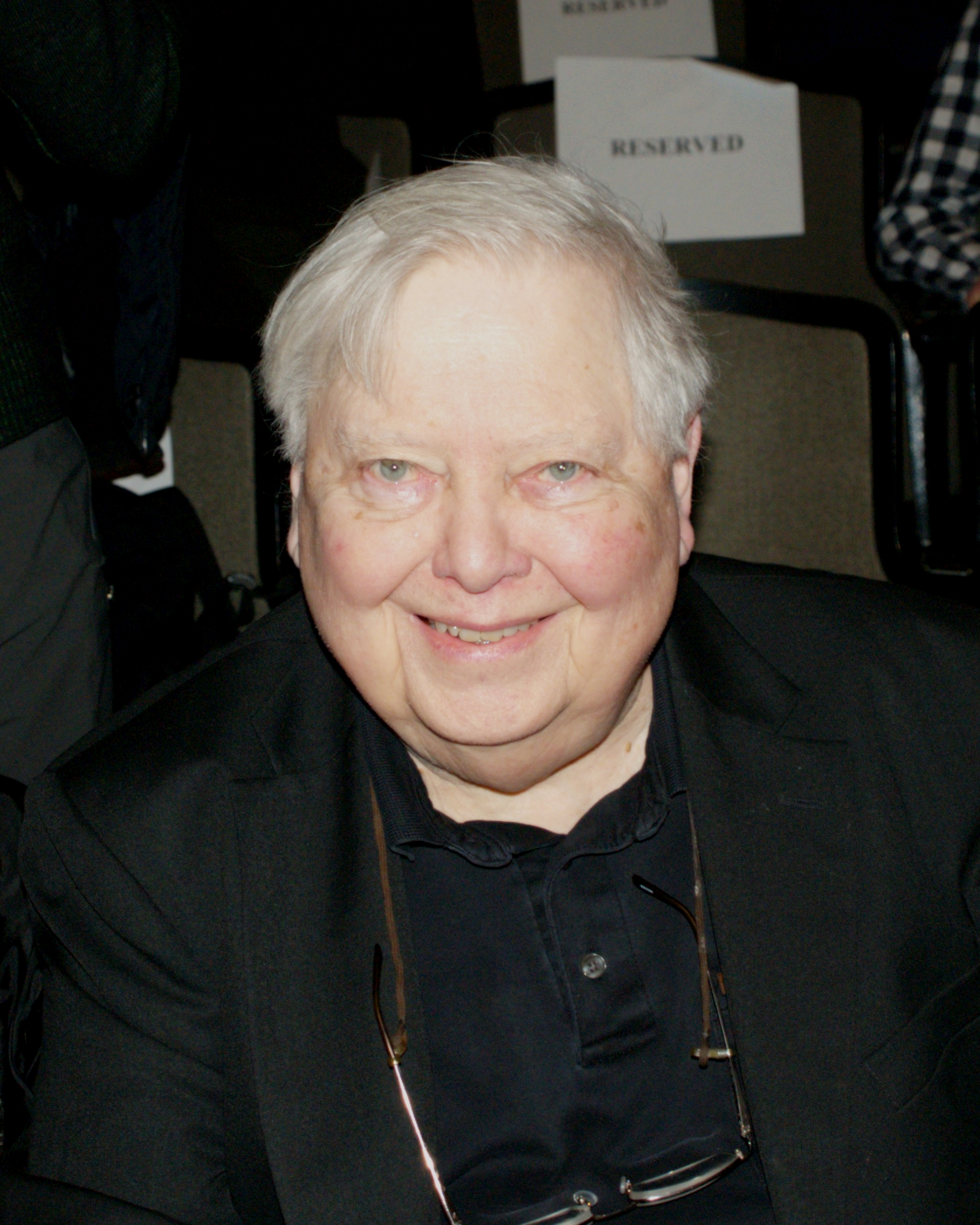
William Gass, 2011

È noto per i suoi doppisensi, i giochi di parole, gli espliciti riferimenti sessuali. 

## Opere

### Narrativa
- Prigionieri del paradiso (Omensetter's Luck), Torino, Einaudi, 1966 traduzione di Bruno Oddera - Nuova ed. Milano, Minimum Fax, 2008 traduzione di Bruno Oddera ISBN 978-88-7521-171-4.
- Nel cuore del cuore del paese (In the Heart of the Heart of the Country, 1968), Torino, Einaudi, 1980
- Willie Masters' Lonesome Wife (1968)
- The Tunnel (1995)
- Cartesian Sonata and Other Novellas  (1998)
- Middle C (2013)
- Eyes (2015)

### Saggistica
- Fiction and the Figures of Life (1970)
- On Being Blue: A Philosophical Inquiry (1976)
- The World within the Word (1978)
- Habitations of the Word (1984)
- Finding a Form: Essays (1997)
- Reading Rilke: Reflections on the Problems of Translation (1999)
- Tests of Time (2002)
- Conversations with William H. Gass (2003)
- A Temple of Texts (2006)
- Life Sentences (2012)